# Pavol Peter Gojdič
Pavol Peter Gojdič (17 juillet 1888 - 17 juillet 1960), était un religieux slovaque de l'Ordre basilien de saint Josaphat, évêque de l'Église grecque-catholique ruthène, à la tête de l'archéparchie de Prešov. Victime de la persécution religieuse menée par le régime communiste de la Tchécoslovaquie, il est vénéré comme bienheureux et martyr par l'Église catholique. Il est aussi reconnu Juste parmi les nations par Yad Vashem.

## Biographie
Peter Gojdič est né le 17 juillet 1888 à Ľubovec dans une famille modeste et profondément religieuse. En effet, son père est un prêtre de l'Église grecque-catholique ruthène. Dans certaines Églises catholiques orientales, les prêtres peuvent accéder au mariage. Après ses études élémentaires, Peter projette de devenir prêtre à son tour, et en 1907, il entame ses études de théologie à Prešov puis à Budapest. Il reçoit l'ordination sacerdotale le 27 août 1911. Il sert d'abord comme vicaire auprès de son père, puis devient recteur du séminaire et archiviste diocésain, avant d'être le directeur de la curie diocésaine en 1919.
Désireux de mener une vie plus retirée, plus ascétique, il intègre en 1922 l'Ordre basilien de saint Josaphat. En 1926, il est appelé à devenir l'administrateur apostolique de l'archéparchie de Prešov. L'année suivante, il est élevé à la dignité épiscopale par le pape Pie XI. Mgr Gojdič s'engage dans une pastorale proche des plus nécessiteux, et se dévoue notamment aux districts les plus pauvres au niveau matériel et spirituel. Il s'emploi à former un clergé de qualité, érige de nouvelles paroisses, fonde un orphelinat, des écoles, et lance des revues et journaux. Durant la Seconde Guerre mondiale, il s'active à protéger la population juive, en fournissant des certificats de baptême, en cachant des centaines d'entre eux dans des monastères ou en les aidant à fuir la région. 
En 1946, il est nommé par le pape Pie XII primat de la communauté grecque-catholique ruthène de Tchécoslovaquie. Deux ans plus tard, lorsque le parti communiste prend le pouvoir, le ministère épiscopal de Mgr Gojdič est mis en hors la loi. Les autorités lui proposent de soumettre l'Église grecque-catholique ruthène à l'Eglise orthodoxe russe et au contrôle du régime communiste. Devant son refus, par fidélité au pape, il est emprisonné. En janvier 1951, on lui dresse un procès dans lequel il est jugé pour "haute trahison" et condamné à perpétuité. En prison, on lui inflige diverses tortures physiques et psychologiques mais il reste fidèle à ses convictions. Les autorités lui proposent même de devenir le patriarche de l'Eglise orthodoxe nationale, mais il reste fidèle à la tradition catholique et au pape, et s'unit dans la prière au sort des fidèles qui sont persécutés. Pour son soixante-dixième anniversaire, Pie XII lui envoie un télégramme dans lequel il l'assure de son soutien spirituel et de sa reconnaissance. Mgr Gojdič meurt le 17 juillet 1960.

## Vénération
En 1968, ses restes mortels sont exhumés du cimetière de Leopoldov et ramenés à Prešov. En 1990, son sarcophage est transféré dans la cathédrale Saint-Jean-Baptiste de Prešov afin d'être exposé à la vénération des fidèles. Le 4 novembre 2001, il est béatifié par le pape Jean-Paul II lors de sa visite en Slovaquie. A l'occasion, il se rend à Prešov pour se recueillir sur la tombe de Pavol Peter Gojdič.
Le 27 septembre 1990, il est légalement réhabilité par le gouvernement tchécoslovaque et décoré à titre posthume de l'Ordre Tomáš Garrigue Masaryk, décerné par le président de la République tchèque, et de la Croix de Pribina, décernée par le président de Slovaquie. 
En 2007, le mémorial de Yad Vashem lui décerne le titre de Juste parmi les nations.

## Sources
- « nominis.cef.fr/contenus/saint/… »(Archive.org • Wikiwix • Archive.is • Google • Que faire ?)